# Saison 1985-1986 de la LHJMQ
Saison précédente Saison suivante
La saison 1985-1986 est la dix-septième saison de hockey sur glace de la Ligue de hockey junior majeur du Québec. Les Olympiques de Hull remportent la Coupe du président en battant en finale les Voltigeurs de Drummondville.

## Contexte
L'expérimentation d'attribution d'un point pour une défaite en prolongation est abandonnée après une seule saison. Les Remparts de Québec suspendent leurs opérations et les Voisins de Laval deviennent le Titan de Laval.

## Saison régulière

### Classement
| Clt | Équipe                      | Division | PJ | V  | D  | N | BP  | BC  | Pts |
| --- | --------------------------- | -------- | -- | -- | -- | - | --- | --- | --- |
| 1   | Olympiques de Hull          | Lebel    | 72 | 54 | 18 | 0 | 423 | 262 | 108 |
| 2   | Voltigeurs de Drummondville | Dilio    | 72 | 40 | 28 | 4 | 342 | 308 | 84  |
| 3   | Canadiens junior de Verdun  | Lebel    | 72 | 38 | 31 | 3 | 358 | 364 | 79  |
| 4   | Titan de Laval              | Lebel    | 72 | 37 | 34 | 1 | 406 | 386 | 75  |
| 5   | Draveurs de Trois-Rivières  | Dilio    | 72 | 36 | 34 | 2 | 343 | 331 | 74  |
| 6   | Castors de Saint-Jean       | Lebel    | 72 | 35 | 33 | 4 | 350 | 377 | 74  |
| 7   | Saguenéens de Chicoutimi    | Dilio    | 72 | 34 | 34 | 4 | 393 | 351 | 72  |
| 8   | Cataractes de Shawinigan    | Dilio    | 72 | 32 | 38 | 2 | 353 | 361 | 66  |
| 9   | Bisons de Granby            | Dilio    | 72 | 23 | 46 | 3 | 333 | 444 | 49  |
| 10  | Chevaliers de Longueuil     | Lebel    | 72 | 18 | 51 | 3 | 302 | 419 | 39  |

- En gras : champion de la saison régulière
- En italique : qualifié pour les séries

### Meilleurs pointeurs
| Joueur             | Équipe            | PJ | B  | A   | Pts | Pun |
| ------------------ | ----------------- | -- | -- | --- | --- | --- |
| Luc Robitaille     | Hull              | 63 | 68 | 123 | 191 | 93  |
| Guy Rouleau        | Longueuil et Hull | 62 | 91 | 100 | 191 | 72  |
| Michel Mongeau     | Laval             | 72 | 71 | 109 | 180 | 45  |
| Patrick Emond      | Chicoutimi        | 71 | 69 | 98  | 167 | 32  |
| Vincent Damphousse | Laval             | 69 | 45 | 110 | 155 | 70  |
| Jimmy Carson       | Verdun            | 69 | 70 | 83  | 153 | 46  |
| Stéphan Lebeau     | Shawinigan        | 72 | 69 | 77  | 146 | 22  |
| Patrice Lefebvre   | Shawinigan        | 69 | 38 | 98  | 136 | 146 |
| Marc Fortier       | Chicoutimi        | 71 | 47 | 86  | 133 | 49  |
| Jocelyn Lemieux    | Laval             | 71 | 57 | 68  | 125 | 131 |

## Séries éliminatoires
Les huit meilleures équipes de la saison régulière jouent les séries éliminatoires à l'issue desquelles l'équipe vainqueur remporte la Coupe du président. Pour cette saison, les séries sont jouées au meilleur des 9 matchs.
|  | Quarts de finale        | Quarts de finale            | Quarts de finale        | Quarts de finale            |   |                             | Demi-finales     | Demi-finales     | Demi-finales     | Demi-finales     |  |  | Finale               | Finale               | Finale               | Finale               |
|  |                         |                             |                         |                             |   |                             |                  |                  |                  |                  |  |  |                      |                      |                      |                      |
|  | Du 25 mars au 1er avril | Du 25 mars au 1er avril     | Du 25 mars au 1er avril | Du 25 mars au 1er avril     |   |                             | Du 8 au 17 avril | Du 8 au 17 avril | Du 8 au 17 avril | Du 8 au 17 avril |  |  | Du 24 avril au 2 mai | Du 24 avril au 2 mai | Du 24 avril au 2 mai | Du 24 avril au 2 mai |
|  | Du 25 mars au 1er avril | Du 25 mars au 1er avril     | Du 25 mars au 1er avril | Du 25 mars au 1er avril     |   |                             | Du 8 au 17 avril | Du 8 au 17 avril | Du 8 au 17 avril | Du 8 au 17 avril |  |  | Du 24 avril au 2 mai | Du 24 avril au 2 mai | Du 24 avril au 2 mai | Du 24 avril au 2 mai |
|  | 1                       | Olympiques de Hull          | 5                       | 5                           |   |                             | Du 8 au 17 avril | Du 8 au 17 avril | Du 8 au 17 avril | Du 8 au 17 avril |  |  | Du 24 avril au 2 mai | Du 24 avril au 2 mai | Du 24 avril au 2 mai | Du 24 avril au 2 mai |
|  | 1                       | Olympiques de Hull          | 5                       | 5                           |   |                             | Du 8 au 17 avril | Du 8 au 17 avril | Du 8 au 17 avril | Du 8 au 17 avril |  |  | Du 24 avril au 2 mai | Du 24 avril au 2 mai | Du 24 avril au 2 mai | Du 24 avril au 2 mai |
|  | 8                       | Cataractes de Shawinigan    | 0                       | 0                           |   |                             | Du 8 au 17 avril | Du 8 au 17 avril | Du 8 au 17 avril | Du 8 au 17 avril |  |  | Du 24 avril au 2 mai | Du 24 avril au 2 mai | Du 24 avril au 2 mai | Du 24 avril au 2 mai |
|  | 8                       | Cataractes de Shawinigan    | 0                       | 0                           | 1 | Olympiques de Hull          | 5                | 5                |                  |                  |  |  | Du 24 avril au 2 mai | Du 24 avril au 2 mai | Du 24 avril au 2 mai | Du 24 avril au 2 mai |
|  | Du 23 mars au 7 avril   |                             |                         |                             | 1 | Olympiques de Hull          | 5                | 5                |                  |                  |  |  | Du 24 avril au 2 mai | Du 24 avril au 2 mai | Du 24 avril au 2 mai | Du 24 avril au 2 mai |
|  |                         |                             | 6                       | Castors de Saint-Jean       | 0 | 0                           |                  |                  |                  |                  |  |  | Du 24 avril au 2 mai | Du 24 avril au 2 mai | Du 24 avril au 2 mai | Du 24 avril au 2 mai |
|  | 2                       | Voltigeurs de Drummondville | 6                       | Castors de Saint-Jean       | 0 | 0                           | 5                | 5                |                  |                  |  |  | Du 24 avril au 2 mai | Du 24 avril au 2 mai | Du 24 avril au 2 mai | Du 24 avril au 2 mai |
|  | 2                       | Voltigeurs de Drummondville | Du 10 au 22 avril       |                             |   |                             | 5                | 5                |                  |                  |  |  | Du 24 avril au 2 mai | Du 24 avril au 2 mai | Du 24 avril au 2 mai | Du 24 avril au 2 mai |
|  | 7                       | Saguenéens de Chicoutimi    | 4                       | 4                           |   |                             |                  |                  |                  |                  |  |  | Du 24 avril au 2 mai | Du 24 avril au 2 mai | Du 24 avril au 2 mai | Du 24 avril au 2 mai |
|  | 7                       | Saguenéens de Chicoutimi    | 4                       | 4                           | 1 | Olympiques de Hull          | 5                | 5                |                  |                  |  |  |                      |                      |                      |                      |
|  | Du 23 au 30 mars        |                             |                         |                             | 1 | Olympiques de Hull          | 5                | 5                |                  |                  |  |  |                      |                      |                      |                      |
|  |                         |                             | 2                       | Voltigeurs de Drummondville | 0 | 0                           |                  |                  |                  |                  |  |  |                      |                      |                      |                      |
|  | 3                       | Canadiens junior de Verdun  | 2                       | Voltigeurs de Drummondville | 0 | 0                           | 0                | 0                |                  |                  |  |  |                      |                      |                      |                      |
|  | 3                       | Canadiens junior de Verdun  |                         |                             |   |                             |                  |                  |                  |                  |  |  |                      |                      |                      |                      |
|  | 6                       | Castors de Saint-Jean       | 5                       | 5                           |   |                             |                  |                  |                  |                  |  |  |                      |                      |                      |                      |
|  | 6                       | Castors de Saint-Jean       | 5                       | 5                           | 2 | Voltigeurs de Drummondville | 5                | 5                |                  |                  |  |  |                      |                      |                      |                      |
|  | Du 24 au 31 mars        |                             |                         |                             | 2 | Voltigeurs de Drummondville | 5                | 5                |                  |                  |  |  |                      |                      |                      |                      |
|  |                         |                             | 3                       | Titan de Laval              | 4 | 4                           |                  |                  |                  |                  |  |  |                      |                      |                      |                      |
|  | 4                       | Titan de Laval              | 3                       | Titan de Laval              | 4 | 4                           | 5                | 5                |                  |                  |  |  |                      |                      |                      |                      |
|  | 4                       | Titan de Laval              |                         |                             |   |                             |                  | 5                |                  |                  |  |  |                      |                      |                      |                      |
|  | 5                       | Draveurs de Trois-Rivières  | 0                       | 0                           |   |                             |                  |                  |                  |                  |  |  |                      |                      |                      |                      |
|  | 5                       | Draveurs de Trois-Rivières  | 0                       | 0                           |   |                             |                  |                  |                  |                  |  |  |                      |                      |                      |                      |
|  |                         |                             |                         |                             |   |                             |                  |                  |                  |                  |  |  |                      |                      |                      |                      |

## Équipes d'étoiles
La ligue sélectionne trois équipes d'étoiles.

### Première équipe
- Gardien de but : Robert Desjardins, Olympiques de Hull
- Défenseur gauche : Jean-Marc Richard, Saguenéens de Chicoutimi
- Défenseur droit : Sylvain Côté, Olympiques de Hull
- Ailier gauche : Luc Robitaille, Olympiques de Hull
- Centre : Guy Rouleau, Chevaliers de Longueuil
- Ailier droit : Jocelyn Lemieux, Titan de Laval
- Entraîneur : Patrick Burns, Olympiques de Hull

### Deuxième équipe
- Gardien de but : Vincent Riendeau, Voltigeurs de Drummondville
- Défenseur gauche : Donald Dufresne, Draveurs de Trois-Rivières
- Défenseur droit : James Gasseau, Voltigeurs de Drummondville
- Ailier gauche : Philippe Bozon, Castors de Saint-Jean et Vincent Damphousse, Titan de Laval
- Centre : Jimmy Carson, Canadiens junior de Verdun et Michel Mongeau, Titan de Laval
- Ailier droit : Patrice Lefebvre, Cataractes de Shawinigan
- Entraîneur : Michel Parizeau, Voltigeurs de Drummondville

### Troisième équipe
- Gardien de but : Martin Plante, Draveurs de Trois-Rivières
- Défenseur gauche : Éric Germain, Castors de Saint-Jean
- Défenseur droit : Serge Poudrier, Draveurs de Trois-Rivières
- Ailier gauche : Daniel Vincelette, Voltigeurs de Drummondville
- Centre : Patrick Emond, Saguenéens de Chicoutimi et Pierre Turgeon, Bisons de Granby
- Ailier droit : Jim Nesich, Canadiens junior de Verdun
- Entraîneur : Jacques Blain, Titan de Laval et Jacques Tremblay, Castors de Saint-Jean

## Trophées
Trois récompenses collectives et dix individuelles sont décernées.

### Récompenses collectives
- Coupe du président (champions des séries éliminatoires) : Olympiques de Hull
- Trophée Jean-Rougeau (champions de la saison régulière) : Olympiques de Hull
- Trophée Robert-Lebel (meilleure moyenne de buts encaissés) : Olympiques de Hull

### Récompenses individuelles
- Trophée Jean-Béliveau (meilleur pointeur) : Guy Rouleau, Olympiques de Hull
- Trophée Jacques-Plante (meilleure moyenne de buts encaissés) : Robert Desjardins, Olympiques de Hull
- Trophée Michel-Bergeron (meilleur recrue offensive) : Pierre Turgeon, Bisons de Granby
- Trophée Frank-J.-Selke (joueur le plus gentilhomme) : Jimmy Carson, Canadiens junior de Verdun
- Trophée Michel-Brière (meilleur joueur) : Guy Rouleau, Olympiques de Hull
- Trophée Émile-Bouchard (meilleur défenseur) : Yves Beaudoin et Sylvain Côté, Olympiques de Hull
- Trophée Guy-Lafleur (meilleur joueur des séries éliminatoires) : Sylvain Côté et Luc Robitaille, Olympiques de Hull
- Trophée Michael-Bossy (meilleur espoir) : Jimmy Carson, Canadiens junior de Verdun
- Trophée Raymond-Lagacé (meilleur recrue défensive) : Stéphane Guérard, Cataractes de Shawinigan
- Trophée Marcel-Robert (meilleur étudiant) : Bernard Morin, Titan de Laval